# 앤지 세페다
앤지 세페다(Angie Cepeda, 1974년 8월 2일 ~ )는 콜롬비아의 배우이다.

## 출연 작품
- 엔칸토: 마법의 세계 (2021)
- 시드 오브 사일런스 (2015)
- 와일드 호시스 (2015)
- 더 배니쉬드 엘리펀트 (2014)
- 엘레노 (2011)
- 사랑의 미로(영어판) (2010)
- 포 더 굿 오브 아더스 (2010)
- 더 데드 원 (2007)
- 콜레라 시대의 사랑 (2007)
- 히든 (2005)
- 러브 포 렌트 (2005)
- 짤없는 운명 (2003)